# 신학월보
신학월보는 감리교 선교사 존스가 주도하여 창간한 한국 최초의 신학 잡지이다. 1900년 12월 창간 이후 1904년까지 월간으로 발행되고 2년간 중단되었다가 1907년 7월 복간되어 1910년 가을까지 격월간으로 발간되었다.
이 잡지는 신학 교회사 성서주석 설교학 등에 관한 논문과 논설, 신앙고백, 교회 관련 기사 등을 싣고 있다. 신학 전문 잡지이지만 순한글로 되어 있어 일찍부터 한국 신학의 형성에 공헌하였다. 또한 신학서적이 거의 없던 기독교 초창기에 신학교의 교재 역할을 함으로써 목회자 양성에도 크게 기여하였다.

## 목적
창간호에서 발표된 신학월보의 발간 목적은 다음과 같다. "우리 기독교 신학의 논리, 성경 도리, 교회의 역사, 한국교회의 진보, 교인의 신명(神命)역행과 한국의 선비가 목숨 바쳐 공부하듯이 '자기 영혼을 구원하고 길러주는 경영을 주야로 목숨을 아끼지 않고 혹독하게 힘써 하는 것'이라고 풀이된다. 덕행 개정 등의 갖가지 일을 게재할 것이니 우리 교회 목사들과 선생들이 도와주시기를 바라노라."